# 瓦倫丁·斯托克
瓦倫丁·斯托克（Valentin Stocker）是瑞士的一位已退役足球運動員。在場上司職進攻中場及翼鋒。他退役前曾兩度效力於瑞士足球超級聯賽球隊巴素利。他曾代表瑞士各級青年國家足球隊參賽，也曾代表瑞士國家足球隊參加比賽。

## 球隊生涯

### 青年隊
史托卡在15歲時已為巴素利U21上陣，當中在37場中入了13球。